# Borough of Havant
Havant är ett distrikt (motsvarande kommun) i grevskapet Hampshire i England, Storbritannien. Distriktet har 124 854 invånare (2022). Större orter är Emsworth, Havant, South Hayling och Waterlooville.  Distriktet har inga civil parishes.